# Alkaiosz Messzéniosz
Alkaiosz Messzéniosz (Messzéné?, i. e. 3–2. század körül) görög epigrammaköltő.

## Élete
Nevéből ítélve Messzénéből származott, egyes feltételezések szerint azonos a korabeli forrásokban Alkaiosz vagy Alkiosz néven említett epikureista filozófussal, akit i. e. 173-ban kiutasítottak Rómából.

## Munkássága
Az Anthologia Graeca című gyűjteményben tizenöt, nagy képzelőerőről és szenvedélyről tanúskodó epigrammája maradt fenn. Plutarkhosz tanúsága szerint epigrammái és mára elveszett jambikus költeményeit széles körben olvasták. Pályatársaival való viszonya nem lehetett felhőtlen: ugyancsak az Anthologia Graeca őriz egy ellenlábasa által írt fiktív Alkaiosz-sírverset, Plutarkhosz írásaiból pedig egy Philipposz nevű költő Alkaioszt támadó epigrammáját ismerjük.
Pánhoz című epigrammája:
Játssz, hegyjáró Pán, gyönyörű dalt édes ajakkal,
játssz, s pásztorfurulyád fényre derítse szived.
Szépszavú szürinxed befogadja a dalt, s szövegéhez
szabd a melódia szent harmonikus jegyeit,
járják táncaikat körüled ringó vízi nimfák
lelkesedett lábbal, dallama lágy ütemén!